# Аппер-Фріголд Тауншип (Нью-Джерсі)
Аппер-Фріголд Тауншип (англ. Upper Freehold Township) — селище (англ. township) в США, в окрузі Монмаут штату Нью-Джерсі. Населення — 7273 особи (2020).

## Демографія
Згідно з переписом 2010 року, у селищі мешкали 6902 особи в 2363 домогосподарствах у складі 1979 родин. Було 2458 помешкань
Расовий склад населення:
| - 91,5 % — білих - 4,3 % — азіатів - 2,0 % — чорних або афроамериканців - 0,1 % — корінних американців |

До двох чи більше рас належало 1,3 %. Частка іспаномовних становила 3,7 % від усіх жителів.
За віковим діапазоном населення розподілялося таким чином: 26,6 % — особи молодші 18 років, 59,4 % — особи у віці 18—64 років, 14,0 % — особи у віці 65 років та старші. Медіана віку мешканця становила 43,7 року. На 100 осіб жіночої статі у селищі припадало 98,6 чоловіків;  на 100 жінок у віці від 18 років та старших — 97,3 чоловіків також старших 18 років.
Середній дохід на одне домашнє господарство  становив 142 764 долари США (медіана — 127 753), а середній дохід на одну сім'ю — 150 023 долари (медіана — 130 449). Медіана доходів становила 106 161 долар для чоловіків та 66 695 доларів для жінок. За межею бідності перебувало 2,6 % осіб, у тому числі 0,0 % дітей у віці до 18 років та 4,3 % осіб у віці 65 років та старших.
Цивільне працевлаштоване населення становило 3262 особи. Основні галузі зайнятості: освіта, охорона здоров'я та соціальна допомога — 18,6 %, науковці, спеціалісти, менеджери — 13,4 %, виробництво — 10,6 %, фінанси, страхування та нерухомість — 9,0 %.